# Adam Kozák
Adam Kozák est un joueur tchèque de volley-ball né le 11 juin 1999. Il joue au poste de réceptionneur-attaquant. De la saison 2018-2019 au VSC Zlín.

## Palmarès

### Clubs
Coupe de République tchèque:
- 2017

Championnat de République tchèque:
- 2017, 2018